# Barrington Reckord
Barrington John Reckord, né le 19 novembre 1926 à Kingston (Jamaïque) et mort le 20 décembre 2011 à Boscobel (en) (Jamaïque), est un dramaturge jamaïcain. Il est l'un des premiers auteurs des Caraïbes à avoir contribué au milieu du théâtre britannique.
Son frère est le metteur en scène et acteur Lloyd Reckord (en). 

## Distinction
Il a reçu la bourse Guggenheim, récompense américaine décernée annuellement par la Fondation John-Simon-Guggenheim.

## Sélection d'œuvres
- 1953: Della (Ward Theatre, Kingston, Jamaïque)
- 1954: Adella (Londres)
- 1958: Flesh to a Tiger (Royal Court, Londres)
- 1960: You in Your Small Corner (Royal Court) ; adapté pour l'émission Play of the Week de Granada Television, 1962
- 1963, 1971: Skyvers (Royal Court)
- 1969: Don't Gas the Blacks (Royal Court; mis en scène par son frère Lloyd Reckord)[1]
- 1970: A Liberated Woman (Royal Court)
- 1973: Give the Gaffers Time To Love You (Royal Court, Theatre Upstairs)
- 1974: X (Royal Court, Theatre Upstairs)
- 1975: White Witch of Rose Hall (Creative Arts Centre, University of the West Indies, Mona Campus, Jamaïque, 4 octobre)[2]
- 1984: Streetwise
- 1988: Sugar D (Barn Theatre, Kingston, Jamaïque)